# Антон Станков
 Тази статия е за българския юрист и политик.  За фотографа вижте Антон Станков (фотограф).  
Антон Илиев Станков е български юрист и политик, министър на правосъдието на Република България от 2001 до 2005 г. и председател на Висшия съдебен съвет за същия период. Член на политическия съвет на НДСВ от 3 юни 2007 г.

## Биография
Роден е на 17 февруари 1966 г. в Ямбол. Завършва Единно средно политехническо училище „Васил Левски“ в Шумен през 1983 г. През 1988 завършва право в Софийския университет „Климент Охридски“. През 1991 г. е назначен на длъжност младши съдия в Шуменския окръжен съд, а през 1992 г. – районен съдия в Шуменския районен съд. Работи като районен съдия в Софийския районен съд в периода 1994 – 1997 г. и като член-съдия в Софийския градски съд (СГС) в периода 1997 – 1999 г.
Избран е за председател на Наказателната колегия на СГС през 1999, а през 2001 г. – за член на Юридическата комисия на Българския олимпийски комитет. На 24 юли 2001 г. става министър на правосъдието в правителството на Симеон Сакскобургготски и остава на тази длъжност до 16 август 2005 г.
Станков е председател на съдебния състав към Софийски градски съд, който разглежда делото за загиналите през 2001 г. седем деца в софийската дискотека „Индиго“. На 17 ноември 2006 г. съдебният състав излиза със следните решения:
- Цвятко Барчовски (председател на Държавния комитет за младежта и спорта) – 3 месеца условна присъда и три години изпитателен срок, както и 1500 лв. глоба;
- Ангел Николов (управител на дискотека „Индиго“) – 3000 лв. глоба и 30 000 лв. компенсация на Мариана Томова, потърпевша при инцидента;
- Анри Силаги (охранител на дискотеката) – невинен;
- Георги Василев (охранител на дискотеката) – невинен;
- Стоян Янев (главен архитект на София) – невинен;
- Красимир Илиев (наемател на дискотеката) – невинен.

Станков внася мотивите за това решение в деловодството на СГС на 4 юни 2007 г. в 16:45 ч. Той обаче е избран в политическия съвет на НДСВ на 3 юни 2007 г., което създава предпоставки за обжалване на присъдите, по думите на Румен Ненков (член на Висшия съдебен съвет), цитиран от електронното издание „Медиапул“. Пак според същото издание, Антон Станков оставя след себе си 48 висящи дела, от които 28 са въззивни, а 20 – първоинстанционни. След като е избран в политическото ръководство на НДСВ, Станков подава молба до Висшия съдебен съвет за освобождаване от длъжността съдия в Наказателното отделение на СГС. Тя е приета от Висшия съдебен съвет на 6 юни 2007 г. с 13 гласа „за“ и 3 „против“.